# Commelina ussilensis
Commelina ussilensis är en himmelsblomsväxtart som beskrevs av Georg August Schweinfurth. Commelina ussilensis ingår i släktet himmelsblommor, och familjen himmelsblomsväxter. Inga underarter finns listade.